# Дравич, Анджей
А́нджей Дра́вич (пол.  Andrzej Drawicz, 20 мая 1932, Варшава — 15 мая 1997, там же) — польский литературный критик, эссеист, знаток, энтузиаст и переводчик русской литературы, прежде всего — неподцензурной и неофициальной.

## Биография
Отец — офицер, расстрелян в Катыни. Окончил Варшавский университет, отделение полонистики. Дебютировал как литературный критик в 1951 году, печатался в крупных журналах. В 1954—1964 годах сотрудничал со Студенческим театром сатириков (СТС), девизом театра-кабаре было «Мне не всё равно». В 1977—1978 годах преподавал русскую литературу в Кёльне, c 1981 года — в Ягеллонском университете в Кракове.
С середины 1970-х годов находился в оппозиции официальному политическому курсу, один из подписантов протестного Письма 59-ти. С 1977 года входил в редколлегию неподцензурного журнала Запись. В 1979—1981 годах – член независимого Общества научных курсов (подпольного университета, см. о нем: ). Вступил в Солидарность. В 1981 году, после введения военного положения, был интернирован. В 1989—1991 годах возглавлял в правительстве Тадеуша Мазовецкого Комитет по радио и телевидению. Работал в Институте славистики Польской Академии наук, на отделении полонистики Варшавского университета. Один из инициаторов и авторов «Истории русской литературы XX века», завершенной и вышедшей лишь после его кончины (1997, переизд. 2007), множества других коллективных трудов о русской литературе XX в.

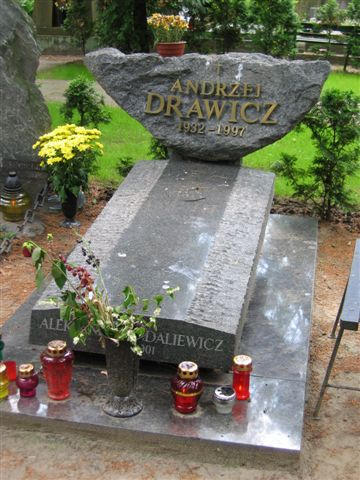
Могила Анджея Дравича на кладбище Воинское Повонзки

Похоронен в Варшаве на кладбище Воинское Повонзки.

## Российские связи
Многократно бывал в России. В 1988 году был одним из деятелей польской культуры, обратившихся к российским интеллектуалам с открытым письмом о необходимости свободного и нелицеприятного российско-польского диалога (см.: ). Был знаком с А. Ахматовой, Н. Мандельштам, Е. С. Булгаковой, Ю. Трифоновым, А. Синявским, Владимиром Максимовым, дружил с Венедиктом Ерофеевым, Натальей Горбаневской, Иосифом Бродским (известны адресованные Дравичу шуточные стихи Бродского на польском языке). Переводчик обериутов, Мейерхольда, Булгакова (Мастер и Маргарита и др. произведения), Платонова (Котлован), Над. Мандельштам, В. Быкова (Сотников), Б. Окуджавы, Г. Владимова (Верный Руслан), Вен. Ерофеева (Москва-Петушки), И. Бродского, А. Авторханова (Загадка смерти Сталина), редактор польских изданий прозы Булгакова и Зощенко. На материале его бесед с Бродским снят документальный фильм "С Бродским в сумерках". Публиковался в журнале Синтаксис, входил в жюри премии Русский Букер (1995).

## Избранные труды
- Dzień powszedni rewolucji (1967)
- Konstanty Ildefons Gałczyński (1968)
- Literatura Radziecka, 1917—1967: pisarze rosyjscy (1968)
- Konstanty Paustowski (1972)
- Człowiek na wojnie: Wielka Wojna Narodowa w literaturze radzieckiej (1975)
- Zaproszenie do podróży (1977)
- Valentin Kataev, the youngest author (1979, на англ. яз.)
- Inna Rosja (1980)
- Pytania o Rosję (1981)
- Wolna literatura rosyjska (1986)
- Spór o Rosję (1987)
- Mistrz i Diabeł (1987, на англ. яз. — 2001)
- Jeszcze Rosja nie zginęła (1988)
- Pocałunek na mrozie (1989)
- Antologia wolnej literatury rosyjskiej (1992)
- Wczasy pod lufą (1997, воспоминания)

## Признание
Премии независимой журналистики, Союза журналистов Польши. В Польше учреждена в 1999 премия Анджея Дравича, которая вручается за вклад в понимание польской культуры за рубежом.

## Публикации на русском языке
- Польско-русские воспоминания об авангарде
- Я хотел открыть другую Россию. Интервью, 1992
- А.Дравич. "Поцелуй на морозе" Перевод с польского М.Малькова.Спб.:2013,электр. изд., испр. и дополн.
- Дравич Анджей. Польско-русские воспоминания // Поэзия и живопись: Сборник трудов памяти Н. И. Харджиева  / Составление и общая редакция М. Б. Мейлаха и Д. В. Сарабьянова. — М.: Языки русской культуры, 2000. — С. 159—164. — ISBN 5-7859-0074-2.